# (13590) 1994 AC3
(13590) 1994 AC3 est un objet de la ceinture principale d'astéroïdes extérieure découvert en 1994.

## Description
(13590) 1994 AC3 a été découvert le 14 janvier 1994 à l'observatoire astronomique d'Ōizumi, situé à Ōizumi, dans la préfecture de Gunma, au Japon, par Takao Kobayashi.

### Caractéristiques orbitales
L'orbite de cet astéroïde est caractérisée par un demi-grand axe de 3,22 UA, un périhélie de 2,81 UA, une excentricité de 0,13 et une inclinaison de 0,57° par rapport à l'écliptique. Du fait de ces caractéristiques, à savoir un demi-grand axe entre 3,2 et 4,6 UA, il est classé, selon la JPL Small-Body Database, comme objet de la ceinture principale d'astéroïdes extérieure.

### Caractéristiques physiques
(13590) 1994 AC3 a une magnitude absolue (H) de 13,8 et un albédo estimé à 0,059.